# Njuktjajaure (Jokkmokks socken, Lappland, 736491-163576)
Njuktjajaure är en sjö i Jokkmokks kommun i Lappland och ingår i Piteälvens huvudavrinningsområde. Sjön har en area på 0,137 kvadratkilometer och ligger 511 meter över havet. Njuktjajaure ligger i Udtja Natura 2000-område.

## Delavrinningsområde
Njuktjajaure ingår i det delavrinningsområde (736480-163575) som SMHI kallar för Utloppet av Kåbtåjaure. Medelhöjden är 516 meter över havet och ytan är 8,15 kvadratkilometer. Det finns inga avrinningsområden uppströms utan avrinningsområdet är högsta punkten. Vattendraget som avvattnar avrinningsområdet har biflödesordning 3, vilket innebär att vattnet flödar genom totalt 3 vattendrag innan det når havet efter 208 kilometer. Avrinningsområdet består mestadels av skog (43 procent) och sankmarker (46 procent). Avrinningsområdet har 0,89 kvadratkilometer vattenytor vilket ger det en sjöprocent på 10,9 procent.